# Max Thomas
Max Thomas (* 4. August 1891 in Düsseldorf; † 6. Dezember 1945 in Würzburg) war ein deutscher Arzt und im nationalsozialistischen Deutschen Reich SS-Gruppenführer und Generalleutnant der Polizei, Leiter des SD-Oberabschnitts Rhein und der Einsatzgruppe C in der UdSSR sowie Höherer SS- und Polizeiführer „Schwarzes Meer“.

## Herkunft und Studium
Thomas begann 1912 mit dem Studium, meldete sich dann mit Beginn des Ersten Weltkrieges als Freiwilliger. Er wurde Offizier und 1919 aus der Reichswehr entlassen.
Thomas studierte daraufhin Rechtswissenschaften und Medizin weiter bis 1922 und promovierte zum Dr. med. Anschließend praktizierte er als Facharzt für Psychiatrie.
Kurz nach der „Machtübernahme“ durch die Nationalsozialisten trat Thomas am 1. Mai 1933 der NSDAP (Mitgliedsnummer 1.848.453) bei. Im Juli 1933 wurde er Mitglied der SS (SS-Nr. 141.341).

## Beim Sicherheitsdienst der SS
Thomas wurde Ratsherr der Stadt Fritzlar und übernahm die Leitung einer Außenstelle des Sicherheitsdienstes der SS (SD), nachdem er bereits vorher ehrenamtlich für den SD tätig gewesen war. 1939 wurde Thomas schließlich mit der Leitung des SD-Oberabschnitts Rhein betraut.
Als SS-Standartenführer wurde er Anfang Februar 1939 zum Inspekteur der Sicherheitspolizei und des SD Wiesbaden ernannt und war zugleich Sonderbevollmächtigter Reinhard Heydrichs für den Bereich der Westbauten (Westwall) mit 70 Beamten der Gestapo und Kripo. Nach drei Jahren Tätigkeit als Inspekteur gab er das Amt im Februar 1942 an Humbert Achamer-Pifrader ab.
In der Zeit vom Juni 1940 bis Herbst 1941 wurde er als Befehlshaber der Sicherheitspolizei und des SD (BdS) Belgien und Nordfrankreich eingesetzt.

## Bei den Einsatzgruppen der Sicherheitspolizei und des SD in der UdSSR
Im Oktober 1941 folgte Thomas SS-Brigadeführer und Generalmajor der Polizei Otto Rasch als Führer der Einsatzgruppe C nach, die im Bereich der Heeresgruppe Süd in der nördlichen und mittleren Ukraine eingesetzt wurde. Allein diese Einsatzgruppe tötete bis Ende des Jahres 1941 26.000 Menschen. Mit der Umwandlung der Einsatzgruppe C in eine stationäre Einheit im März 1942 wurde Thomas BdS in Kiew. Er zeichnete damit verantwortlich für die „Auflösung“ der Ghettos für die ukrainischen Juden, von denen mindestens 300.000 umgebracht wurden.
Thomas wurde am 9. November 1942 zum SS-Gruppenführer und Generalleutnant der Polizei befördert. Er geriet schließlich in Konflikt mit SS-Standartenführer Paul Blobel, dem Leiter der „Aktion 1005“, über dessen Art und Weise, die Massengräber als Spuren der Einsatzgruppen der Sicherheitspolizei und des SD zu beseitigen.
Nachdem Thomas schon zahlreiche schwere Verletzungen in der UdSSR erlitten hatte, wurde er aufgrund einer erneuten Verwundung von der Führung der Einsatzgruppe C entbunden und im August 1943 zum Höheren SS- und Polizeiführer „Schwarzes Meer“ ernannt. Ein Flugzeugabsturz im Dezember 1943 führte jedoch auch zur Beendigung dieser Verwendung, so dass Thomas im April 1944 der SS-Führerreserve zugewiesen werden musste. Zeitweise war er noch im SS-Personalhauptamt tätig (9. November 1944).

## Nach dem Krieg
Nach Kriegsende tauchte Thomas mit dem Falschnamen „Dr. Karl Brandenburg“ zunächst unter und arbeitete schließlich in der Praxis des Arztes Mackenstein in Kleinostheim bei Aschaffenburg.
Am 6. Dezember 1945 unternahm er einen Suizidversuch und starb an den Folgen im Würzburger Luitpoldkrankenhaus.

## Auszeichnungen
- Eisernes Kreuz (1914) II. und I. Klasse
- Verwundetenabzeichen (1918) in Schwarz
- Spange zum Eisernen Kreuz II. und I. Klasse
- Kriegsverdienstkreuz II und I. Klasse mit Schwertern
- Bandenkampfabzeichen
- Landesorden
- SS-Dienstauszeichnung
- Ehrendegen des Reichsführers SS
- SS-Totenkopfring